# Blindia
Blindia là một chi rêu trong họ Seligeriaceae.